# Stanisław Łukaszczyk
Stanisław Łukaszczyk (* 13. Juli 1944 in Murzasichle) ist ein früherer polnischer Biathlet, der in der zweiten Hälfte der 1960er Jahre erfolgreich international Rennen bestritt.
Stanisław Łukaszczyk war für WKS Legia Zakopane und zuvor für SN PTT Zakopane aktiv, wurde von Józefa Zubka trainiert und lebt in Murzasichle, wo er mehrere Amtszeiten Bürgermeister war. Erste internationale Meisterschaft des ausgebildeten Landwirts wurde die Biathlon-Weltmeisterschaft 1965 in Elverum, wo er 24. des Einzels wurde. Im Jahr darauf konnte er in Garmisch-Partenkirchen beim erstmals offiziell bei Weltmeisterschaften ausgetragenen Staffelrennen an der Seite von Józef Gąsienica Sobczak, Stanisław Szczepaniak und Józef Rubiś hinter Norwegen und vor Schweden die Silbermedaille gewinnen. Im Einzel wurde er Zehnter, 1967 in Altenberg 40. Es folgten die Olympischen Winterspiele 1968 in Grenoble, wo er an der Seite von Józef Różak, Andrzej Fiedor und Stanisław Szczepaniak mit der Staffel als Viertplatzierter nur um einen Rang eine olympische Medaille verpasste. Im Jahr darauf wurde er im heimischen Zakopane bei den Biathlon-Weltmeisterschaften im Einzel 12. National gewann Łukaszczyk 1968 den Titel mit der Staffel und wurde im Jahr darauf Vize-Meister. Nach seiner Karriere machte Łukaszczyk eine Ausbildung zum Rettungsschwimmer und Bergretter, von 1982 bis 1987 leitete er die Bergrettung in der Tatra.